# تاتسويا موراي
تاتسويا موراي (باليابانية: 村尾 龍矢) (26 مارس 1988 في كاغوشيما في اليابان – )؛ هو لاعب كرة قدم ياباني سابق كان يلعب كحارس مرمى.

## وصلات خارجية
- تاتسويا موراي على موقع رابطة كرة القدم اليابانية للمحترفين (اليابانية)
- تاتسويا موراي على موقع قاعدة بيانات كرة القدم.إي يو (الإنجليزية)
- تاتسويا موراي على موقع Soccerway.com (الإنجليزية)